# The Jinxs
The Jinxs sind eine Band aus Hannover (nicht zu verwechseln mit der oft dem Nazipunk zugeordneten Band The Jinx). Stilistisch ist die Musikrichtung der Jinxs zwischen Rock, Pop, Folk, Punk und ein wenig elektronisch angehauchter Musik einzuordnen.

## Geschichte
Gegründet haben sich The Jinxs Anfang 1989 in Mellendorf in der Wedemark bei Hannover. Für den Bandnamen The Jinxs stand der Song „JINX“ von Peter and the Test Tube Babies Pate.
Nach lokalen Erfolgen in der Wedemark erreichte die Band 1991 durch Auftritte im Capitol und im Musiktheater Bad Popularität in der Region Hannover. 1993 veröffentlichte sie ihren ersten Tonträger move, der im Eigenvertrieb erschien und wurden überregional bekannt, nicht zuletzt durch eine Tournee in Russland mit den Gruppen Atoll (RUS) und Terry Hoax und dem Gewinn des Hannover muckt auf-Wettbewerbs der Bild. 1994 zeichnen sie einen Vertrag mit EMI Music Publishing. 1997 erschien die Single Stars (vom Album Whatever They Say) auf Sony Music und war mit Platz 64 in den deutschen Airplaycharts der bisher größte kommerzielle Erfolg der Band. Diese Jahre stellten den Höhepunkt der Band dar, mit Auftritten beim Hurricane Festival 1997 oder dem Taubertal-Festival 1998.
1999 kam es zur ersten Auflösung der Band, aber nach zwei Jahren Pause fanden The Jinxs im Jahr 2001 wieder zusammen und spielten im Capitol ein Comebackkonzert. Es folgten weitere Auftritte u. a. beim Deichbrand Festival. Am 16. November 2012 fand im Capitol in Hannover ihr vorerst letztes großes Konzert (Abschiedskonzert) statt, die Band wollte sich (wie schon 1999) endgültig auflösen. Am 2. Dezember 2017 nahm die Band jedoch die Tradition der Weihnachtskonzerte wieder auf, die traditionell in der Blues Garage (Isernhagen) aufgeführt werden. Am 22. März 2019 führte die Band ein Geburtstagskonzert anlässlich ihres 30-jährigen Bestehens vor ca. 1000 Zuschauern im Capitol auf.

## Diskografie
- 1993: Move (Album; zuerst Eigenvertrieb, später SPV, danach enola)
- 1995: M.I. Young (Album; zuerst Eigenvertrieb, später SPV, danach enola)
- 1996: Stars (Single; enola)
- 1997: Whatever They Say (Album; zuerst enola, später Prt bzw. Sony Music)
- 1997: Move (Album, digitally remastered; enola)
- 1999: 89.98 (Kompilation; enola)
- 2001: Coming Home – Live aus dem Capitol Hannover
- 2004: Infected (Album; Nuturn)
- 2005: Get Infected – Live (Album)
- 2009: Sun and Lightning (Album)
- 2010: Sun and Lightning (Album, inkl. drei Bonustracks; MIG Music)